# Danny Cowley
Danny Cowley (Havering, 22 ottobre 1978) è un allenatore di calcio inglese, di ruolo centrocampista, tecnico del Colchester Utd.

## Carriera

### Giocatore
Dopo aver giocato da bambino nei dilettanti del Gidea Park Rangers (dove è stato compagno di squadra di Mark Gowan e Stevie Norman), dai 10 ai 16 anni ha giocato nel settore giovanile del Wimbledon FC, che in quegli anni giocava nella prima divisione inglese; a 16 anni, complice anche dei problemi fisici che gli fecero perdere quasi una stagione (soffrì infatti della sindrome di Osgood-Schlatter) non viene più tenuto in squadra dal club, e negli anni seguenti gioca nelle giovanili del Dag & Red, con cui in seguito arriva anche in prima squadra. Negli anni seguenti gioca poi in vari club semiprofessionistici inglesi; dopo aver segnato 2 reti in 18 presenze nella stagione 2004-2005 con il Romford, nel biennio successivo veste la maglia dell'Hornchurch, club di cui è anche capitano e con cui vince 2 campionati consecutivi (prima la Essex Senior League e poi la Division One North della Isthmian League) passando dalla nona alla settima divisione inglese, in quello che è stato uno dei periodi di maggior successo nella storia del club. Nella parte conclusiva della sua seconda stagione nel club subisce peraltro un gravissimo infortunio, che di fatto pone fine alla sua carriera: rimane infatti fermo per 18 mesi, nei quali si aggrega ai Concord Rangers di cui però dopo pochi mesi diventa di fatto solamente vice allenatore, smettendo di giocare all'età di 29 anni.

### Allenatore
Dopo una stagione come vice allenatore, all'inizio della stagione 2008-2009 viene promosso ad allenatore dei Concord Rangers, che all'epoca avevano appena vinto la Essex Senior League ed erano quindi neopromossi nella Division One North della Isthmian League (ottava divisione). Nella sua prima stagione in squadra raggiunge la finale della Essex Senior Cup e la finale play-off del campionato, perdendo entrambe; l'anno seguente vince invece i play-off, conquistando così la promozione in Isthmian League (settima divisione). Nella stagione 2012-2013 vince invece i play-off della Isthmian League, conquistando così la promozione in National League South (sesta divisione): anche nella nuova categoria il club non viene mai seriamente coinvolto nella lotta per non retrocedere, ed anzi nella stagione 2014-2015, l'ultima di Cowley alla guida del club, sfiora la qualificazione ai play-off (oltre a raggiungere il primo turno della FA Cup 2014-2015). In questa stagione Cowley vince peraltro una Essex Senior Cup (suo secondo trofeo in 7 anni al club dopo la Isthmian League Cup nella stagione 2012-2013). Nell'estate del 2015 va ad allenare il Braintree Town, club di National League (quinta divisione e più alto livello calcistico inglese al di fuori della Football League). Il club, uno dei più piccoli e meno attrezzati della categoria (oltre ad avere il terzo stadio più piccolo della categoria, una storia costituita principalmente da partecipazioni a campionati regionali con nessun campionato disputato nella Football League, era anche uno dei pochi club di National League a non essere professionistico: lo stesso Cowley oltre ad allenare aveva infatti mantenuto il suo lavoro di insegnante di educazione fisica), puntava a mantenere la categoria, ma di fatto sotto la guida di Cowley e di suo fratello Nicky (vice storico di Danny fin dai tempi dei Concord Rangers e che l'ha seguito anche negli anni successivi col medesimo ruolo) ottiene il miglior piazzamento della sua storia, chiudendo il campionato al terzo posto in classifica e qualificandosi così per i play-off, nei quali però dopo aver vinto per 1-0 nella semifinale di andata in trasferta contro il Grimsby Town in semifinale perde per 2-0 dopo i tempi supplementari la semifinale di ritorno in casa, mancando così la qualificazione alla finale.
Nell'estate del 2016, dopo una sola stagione di permanenza, si dimette dal Braintree Town per andare ad allenare il Lincoln City, altro club di National League, con però lunghi trascorsi professionistici e che puntava alla promozione: Cowley, diventato professionista in estate, riesce nell'intento, vincendo il campionato con 2 giornate di anticipo e raggiungendo tra l'altro anche la semifinale di FA Trophy. Il risultato più importante raggiunto in stagione, al di là del ritorno nella Football League dopo 6 anni di assenza degli Imps, è però il cammino stagionale in FA Cup: il Lincoln City riesce infatti a di raggiungere i quarti di finale della competizione, impresa che non riusciva ad un club non-League dal 1914 (quando peraltro il QPR, che riuscì nell'impresa, militava in Southern Football League, ovvero un campionato parallelo alla Football League e di livello tecnico ad esso comparabile), eliminando lungo il cammino tra le altre l'Ipswich Town ed il Brighton (club di seconda divisione) ed il Burnley (club di prima divisione), nel quinto turno (ottavi di finale). Il cammino in coppa si ferma come detto ai quarti di finale, contro un altro club di prima divisione, l'Arsenal, che ha la meglio sulla squadra di Cowley con il punteggio di 5-0 al termine di una gara comunque combattuta (il gol del momentaneo 1-0 arrivò infatti solamente nei minuti di recupero del primo tempo, con i Gunners che arrotondarono poi il punteggio solamente nella seconda parte del secondo tempo).
Dopo la promozione, continua ad ottenere buoni risultati anche nella categoria superiore: conclude infatti la stagione 2017-2018 con la vittoria del Football League Trophy (sconfiggendo in finale lo Shrewsbury Town per 1-0 l'8 aprile 2018, nella prima partita giocata dal club nella sua storia a Wembley) e con un settimo posto in campionato, piazzamento sufficiente per conquistare la qualificazione ai play-off, conclusi poi con una sconfitta col punteggio complessivo di 3-1 per mano dell'Exeter City. Nella stagione 2018-2019 conquista poi un'ulteriore promozione, la sua quinta in carriera in 12 stagioni, vincendo la Football League Two 2018-2019 e facendo tornare il club in terza divisione a 20 anni dall'ultima apparizione in questa categoria.
Il 9 settembre 2019, dopo poche giornate ancora alla guida del Lincoln City nella Football League One 2019-2020, si dimette per diventare subito dopo allenatore dell'Huddersfield Town, club appena retrocesso in seconda divisione. Il 19 luglio 2020, dopo complessive 42 partite di campionato (era infatti subentrato dopo 3 giornate all'esonerato Jan Siewert) viene però esonerato ad una giornata dalla fine del campionato, con i Terriers che, pur evitando una seconda retrocessione consecutiva, concludono il campionato al diciottesimo posto in classifica, con soli 3 punti di vantaggio sulla zona retrocessione.
Il 19 marzo 2021 subentra a Kenny Jackett alla guida del Portsmouth, club di Football League One, con cui termina il campionato all'ottavo posto in classifica.
Cowley ha iniziato la stagione 2022-23 vincendo il premio di Manager del mese di agosto 2022 della League One dopo aver ottenuto tredici punti su quindici possibili, con il Portsmouth in lizza per la promozione diretta. Questo inizio di stagione non ha però avuto seguito e dopo oltre due mesi senza una vittoria in campionato, viene esonerato il 2 gennaio 2023, con la squadra al 12º posto.

## Statistiche

### Statistiche da allenatore
| Stagione               | Squadra                | Campionato             | Campionato | Campionato | Campionato | Campionato | Coppe nazionali | Coppe nazionali | Coppe nazionali | Coppe nazionali | Coppe nazionali | Coppe continentali | Coppe continentali | Coppe continentali | Coppe continentali | Coppe continentali | Altre coppe | Altre coppe | Altre coppe | Altre coppe | Altre coppe | Totale | Totale | Totale | Totale | % Vittorie | Piazzamento |
| Stagione               | Squadra                | Comp                   | G          | V          | N          | P          | Comp            | G               | V               | N               | P               | Comp               | G                  | V                  | N                  | P                  | Comp        | G           | V           | N           | P           | G      | V      | N      | P      | %          | Piazzamento |
| ---------------------- | ---------------------- | ---------------------- | ---------- | ---------- | ---------- | ---------- | --------------- | --------------- | --------------- | --------------- | --------------- | ------------------ | ------------------ | ------------------ | ------------------ | ------------------ | ----------- | ----------- | ----------- | ----------- | ----------- | ------ | ------ | ------ | ------ | ---------- | ----------- |
| 2008-2009              | Concord Rangers        | DN1                    | 42         | 23         | 10         | 9          | FACup           | 2               | 1               | 0               | 1               | -                  | -                  | -                  | -                  | -                  | FAT         | 3           | 2           | 0           | 1           | 47     | 26     | 10     | 11     | 55,32      | 5º          |
| 2009-2010              | Concord Rangers        | DN1                    | 42+2       | 26+2       | 8+0        | 8+0        | FACup           | 4               | 2               | 1               | 1               | -                  | -                  | -                  | -                  | -                  | FAT         | 4           | 3           | 0           | 1           | 52     | 33     | 9      | 10     | 63,46      | 2º (prom.)  |
| 2010-2011              | Concord Rangers        | IFL                    | 42         | 21         | 8          | 13         | FACup           | 4               | 2               | 1               | 1               | -                  | -                  | -                  | -                  | -                  | FAT         | 1           | 0           | 0           | 1           | 47     | 23     | 9      | 15     | 48,94      | 8º          |
| 2011-2012              | Concord Rangers        | IFL                    | 42         | 16         | 9          | 17         | FACup           | 3               | 1               | 1               | 1               | -                  | -                  | -                  | -                  | -                  | FAT         | 1           | 0           | 0           | 1           | 46     | 17     | 10     | 19     | 36,96      | 14º         |
| 2012-2013              | Concord Rangers        | IFL                    | 42+2       | 22+1       | 10+1       | 10+0       | FACup           | 3               | 1               | 1               | 1               | -                  | -                  | -                  | -                  | -                  | FAT         | 2           | 1           | 0           | 1           | 49     | 25     | 12     | 12     | 51,02      | 4º (prom.)  |
| 2013-2014              | Concord Rangers        | NLS                    | 42         | 17         | 10         | 15         | FACup           | 3               | 2               | 0               | 1               | -                  | -                  | -                  | -                  | -                  | FAT         | 3           | 1           | 1           | 1           | 48     | 20     | 11     | 17     | 41,67      | 9º          |
| 2014-2015              | Concord Rangers        | NLS                    | 40         | 18         | 11         | 11         | FACup           | 6               | 3               | 2               | 1               | -                  | -                  | -                  | -                  | -                  | FAT         | 4           | 2           | 1           | 1           | 50     | 23     | 14     | 13     | 46,00      | 7º          |
| Totale Concord Rangers | Totale Concord Rangers | Totale Concord Rangers | 292+4      | 143+3      | 66+1       | 83+0       |                 | 25              | 12              | 6               | 7               |                    | -                  | -                  | -                  | -                  |             | 18          | 10          | 2           | 7           | 339    | 167    | 75     | 97     | 49,26      |             |
| 2015-2016              | Braintree Town         | NL                     | 46+2       | 23+1       | 12+0       | 11+1       | FACup           | 3               | 1               | 1               | 1               | -                  | -                  | -                  | -                  | -                  | FAT         | 2           | 1           | 0           | 1           | 53     | 26     | 13     | 14     | 49,06      | 3º          |
| 2016-2017              | Lincoln City           | NL                     | 46         | 30         | 9          | 7          | FACup           | 9               | 6               | 2               | 1               | -                  | -                  | -                  | -                  | -                  | FAT         | 6           | 5           | 0           | 1           | 61     | 41     | 11     | 9      | 67,21      | 1º (prom.)  |
| 2017-2018              | Lincoln City           | FL2                    | 46+2       | 20+0       | 15+1       | 11+1       | FACup+CdL       | 1+1             | 0+0             | 0+0             | 1+1             | -                  | -                  | -                  | -                  | -                  | FLT         | 8           | 7           | 1           | 0           | 58     | 27     | 17     | 14     | 46,55      | 7º          |
| 2018-2019              | Lincoln City           | FL2                    | 46         | 23         | 16         | 7          | FACup+CdL       | 3+2             | 2+1             | 0+0             | 1+1             | -                  | -                  | -                  | -                  | -                  | FLT         | 4           | 0           | 3           | 1           | 55     | 26     | 19     | 10     | 47,27      | 1º (prom.)  |
| ago.-set. 2019         | Lincoln City           | FL1                    | 7          | 4          | 0          | 3          | FACup+CdL       | 0+2             | 1               | 0               | 1               | -                  | -                  | -                  | -                  | -                  | FLT         | 1           | 0           | 0           | 1           | 10     | 5      | 0      | 5      | 50,00      | Resc. cons. |
| Totale Lincoln City    | Totale Lincoln City    | Totale Lincoln City    | 145+2      | 77+0       | 40+1       | 28+1       |                 | 18              | 10              | 2               | 6               |                    | -                  | -                  | -                  | -                  |             | 19          | 12          | 4           | 3           | 184    | 99     | 47     | 38     | 53,80      |             |
| set. 2019-lug. 2020    | Huddersfield Town      | FLC                    | 39         | 13         | 11         | 15         | FACup+CdL       | 1+0             | 0               | 0               | 1               | -                  | -                  | -                  | -                  | -                  | -           | -           | -           | -           | -           | 40     | 13     | 11     | 16     | 32,50      | Sub. Eson.  |
| mar.-giu. 2021         | Portsmouth             | FL1                    | 12         | 6          | 2          | 4          | FACup+CdL       | -               | -               | -               | -               | -                  | -                  | -                  | -                  | -                  | FLT         | -           | -           | -           | -           | 12     | 6      | 2      | 4      | 50,00      | Sub. 8º     |
| 2021-2022              | Portsmouth             | FL1                    | 30         | 12         | 8          | 10         | FACup+CdL       | 2+1             | 1+0             | 0               | 1+1             | -                  | -                  | -                  | -                  | -                  | FLT         | 5           | 2           | 0           | 3           | 38     | 15     | 8      | 15     | 39,47      | in corso    |
| Totale Portsmouth      | Totale Portsmouth      | Totale Portsmouth      | 42         | 18         | 10         | 14         |                 | 3               | 1               | 0               | 2               |                    | -                  | -                  | -                  | -                  |             | 5           | 2           | 0           | 3           | 50     | 21     | 10     | 19     | 42,00      |             |
| Totale carriera        | Totale carriera        | Totale carriera        | 572        | 278        | 141        | 153        |                 | 49              | 24              | 9               | 17              |                    | -                  | -                  | -                  | -                  |             | 44          | 24          | 6           | 14          | 666    | 326    | 156    | 184    | 48,95      |             |

## Palmarès

### Giocatore

#### Competizioni regionali
- Isthmian League Division One North: 1

Hornchurch: 2005-2006
- Essex Senior League: 1

Hornchurch: 2005-2006
- Essex Senior League Cup: 1

Hornchurch: 2005-2006
- Gordon Brasted Memorial Trophy: 1

Hornchurch: 2005-2006

### Allenatore

#### Competizioni nazionali
- Campionato inglese di quarta divisione: 1

Lincoln City: 2018-2019
- National League: 1

Lincoln City: 2016-2017
- Football League Trophy: 1

Lincoln City: 2017-2018

#### Competizioni regionali
- Isthmian League Cup: 1

Concord Rangers: 2012-2013
- Essex Senior Cup: 1

Concord Rangers: 2014-2015